# (10279) Rhiannonblaauw
(10279) Rhiannonblaauw est un astéroïde de la ceinture principale.

## Description
(10279) Rhiannonblaauw est un astéroïde de la ceinture principale. Il fut découvert le 2 mars 1981 à l'Observatoire de Siding Spring par Schelte J. Bus. Il présente une orbite caractérisée par un demi-grand axe de 2,38 UA, une excentricité de 0,21 et une inclinaison de 1,8° par rapport à l'écliptique.